# Courtemaux
Courtemaux is een gemeente in het Franse departement Loiret (regio Centre-Val de Loire) en telt 264 inwoners (2005). De plaats maakt deel uit van het arrondissement Montargis.

## Geografie
De oppervlakte van Courtemaux bedraagt 11,9 km², de bevolkingsdichtheid is 22,2 inwoners per km².
De onderstaande kaart toont de ligging van Courtemaux met de belangrijkste infrastructuur en aangrenzende gemeenten.

## Demografie
Onderstaande figuur toont het verloop van het inwonertal (bron: INSEE-tellingen).